# System filozoficzny
System filozoficzny jest terminem funkcjonującym w co najmniej trzech znaczeniach:
1. jest to próba ujęcia całości ludzkiej wiedzy dokonywana  z perspektywy jakiegoś, uprzednio przyjętego aksjomatu lub (niewielkiej liczby) aksjomatów (np. system Hegla) - w tym znaczeniu system filozofizny utożsamiany jest z filozoficzną syntezą;
2. jest to poszukiwanie, dla uprzednio wyróżnionych problemów (np. prawdy, poznania, rzeczywistości), rozwiązania i uzasadnienia w oparciu o materiał historyczny i własne przemyślenia autora (np. system Rickerta), które później systematyzowane są pod postacią wybranych (bardzo rzadko wszystkich) dyscyplin filozoficznych (np. teorii poznania, ontologii, etyki, estetyki);
3. ogół poglądów jakiegoś filozofa.

Wyróżnia się dwie, wzajemnie się wykluczające, odmiany systemów: system zamknięty i system otwarty. 
1. system zamknięty to taki, który zamknięty jest, poprzez swoją konstrukcję, na dalsze uzupełnienia (np. system Hegla) – pretenduje do miana całkowicie wyjaśniającego rzeczywistość;
2. system otwarty to taki, który oparty jest na idei  kumulatywnego wzrostu wiedzy naukowej, zgodnie z którą system może być uzupełniany z uwzględnieniem niektórych osiągnięć poszczególnych dziedzin nauki (np. system Cohena);

Dla pierwszych dwóch znaczeń w obu przypadkach istotę myślenia  systemowego przedstawić można w postaci następujących ośmiu tez wraz z ich rozwinięciami. 
1. Prawdziwą postacią istnienia prawdy może być tylko naukowy system (Hegel).
2. Myślenie systemowe obecne jest w filozofii od samego jej początku. 
  1. Myślenie systemowe jest specyficzne dla filozofowania.
3. System pojęć i sądów jest to całość, którą określa się mianem systemu filozoficznego.
4. Systemowe pojmowanie rzeczywistości jako jej ujęcie całościowe znaczy, że to, co indywidualne i przypadkowe, wyjaśniane jest przez to, co ogólne i konieczne.
  1. Systemowi nadaje charakter całości to, że wyraża naczelną intuicję swojego autora.
  2. Naczelna intuicja filozoficzna ujęta jest w formie jedynego aksjomatu, który jako twierdzenie niewymagające uzasadnienia, jest sam z siebie oczywisty.
    1. Konsekwencje płynące z przyjęcia takiego aksjomatu są dwojakie: aksjomat umożliwia minimalną liczbę założeń i praktycznie nieograniczoną zawartość informatywną, jaką otrzymać można drogą jego akceptacji.
      1. Powstały  na bazie takiego aksjomatu system nosi miano jakiegoś „-izmu”.
      2. Powstały  na bazie takiego aksjomatu system jest niedowodliwy, nie jest to jednak cecha deprecjonująca.
      3. Powstały  na bazie takiego aksjomatu system nie jest systemem filozoficznym, gdy nie daje gwarancji praktycznie nieograniczonej zawartości informatywnej, jaką otrzymać można drogą jego akceptacji.

  3. Podstawową dyrektywę metodologiczną wyrażonej w systemie wizji filozoficznej przedstawić można tak: System to sposób, za pomocą którego myśl produkuje następną myśl.
  4. System to zwrot w dziedzinie myśli dokonujący się zgodnie z zasadą: Nie mieć poprzedników.
5. Z systemowym charakterem filozofii nierozerwalnie związane jest pojęcie racjonalizacji, czyli wyjaśniania drogą odwołania się do aktualnie obowiązujących kategorii poznania teoretycznego, która zakłada określony system pojęć i reguł ich akceptacji (logiczności).
6. System jest prawdą w swoich własnych granicach, falsyfikując tym samym inne systemy myślowe.
  1. System filozoficzny jest zamknięty w granicach, które wyznaczane są przez przedmiotowe, podmiotowe i metodologiczne warunki prawomocności poznania teoretycznego.
  2. W ramach systemu można formułować określoną ilość sądów wzajemnie koherentnych i zarazem adekwatnych wobec rzeczywistości jawiącej się jako przedmiot poznania teoretycznego. 
    1. Ilość problematyzacji rzeczywistości jakie dokonują się w ramach systemu jest ograniczona.
    2. Każdy system jest systemem zamkniętym i każda prawda, jako sformułowana w ramach systemu, jest prawdą zamkniętą.
    3. Nadrzędnym celem systemu jest trwanie w niezmienionej postaci drogą wykrycia w danej sytuacji problemowej tych kategorii, które mogą funkcjonować niezależnie od pytań cząstkowych i ponadczasowo.
    4. Tzw. systemy otwarte - zakładające niemożliwość stworzenia przez jedną osobę systemu, ze względu na rozległość wiedzy i dokonujący się w niej postęp, oparte są na idei kumulatywnego wzrostu wiedzy naukowej (w sensie niefilozoficznej), zgodnie z którą systemy mogą być uzupełniane ze względu na osiągnięcia w ramach poszczególnych dziedzin nauki - są jedynie niedokończonymi systemami zamkniętymi. Dzieje się tak ponieważ zmiana warunków prawomocności poznania teoretycznego, której one nie uwzględniają, jest tożsama z ujmowaniem rzeczywistości w innym systemie.
    5. Potwierdzeniem zamkniętości systemów filozoficznych są ich losy, po osiągnięciu określonego poziomu rozwoju, czyli po dokonaniu wyjaśnienia aktualnej im rzeczywistości, wraz ze zmianą rzeczywistości tracą swoją moc eksplanacyjną.
7. Konsekwencją tego wszystkiego jest wielość systemów i wielość prawd, które są prawdami o każdorazowo aktualnej rzeczywistości.
  1. Prawda filozoficzna jako prawda systemowa jest zawsze prawdą wobec rzeczywistości będącej przedmiotem namysłu i pojęciowego ujęcia.
8. System współczesny jest systemem absolutnym jeśli jest on w swej racjonalności nieprzekraczalny - czyli jeśli nie sposób w danej chwili wskazać w nim na istotne sprzeczności lub wskazać taką myśl, która adekwatniej wyjaśni aktualną rzeczywistość.
  1. Całościowe ujęcie rzeczywistości ogranicza się na ogół do ujęcia tylko pewnych, najbardziej w danym momencie istotnych, form istnienia - nauki, dziejów, życia społecznego, bytu w ogólności.
    1. System filozoficzny jest konstrukcją idącą dedukcyjnie we wszelkich możliwych kierunkach interpretacji: epistemologicznej, ontologicznej, etycznej, estetycznej, aksjologicznej, itp.

  2. Systemowe uprawianie filozofii nie wyklucza różnych literackich form wyrażania myśli, jak również jasnego lub niejasnego ich formułowania.

Przeciwieństwem tak opisanego sposobu filozofowania jest filozofia analityczna. Analityczna i systemowa forma filozofowania są niewspółmierne w sensie wzajemnej nieredukowalności i nieprzekładalności. 
Są one niewspółmierne w dwóch dziedzinach: a) ontologii, która dla filozofów analitycznych jest dziedziną analizy (formalnologicznej bądź nieformalnologicznej) najogólniejszych pojęć wiążących się z pojęciem bytu, zaś filozofowie nieanalityczni skłonni są raczej utrzymywać, że badają sam byt, b) języka - mimo tego, że obydwie formy filozofowania posługują się pojęciem analizy, to dla filozofów analitycznych, najogólniej rzecz biorąc, znaczy ona tyle co przekład jednych wyrażeń na drugie za pomocą ściśle określonych metod rodem z logiki, zaś dla filozofów nieanalitycznych rozkład jakiegoś pojęcia na pojęcia mniej ogólne, przebiegający w nie zawsze jasno wyartykułowany, a przez to podlegający intersubiektywnej kontroli, sposób. Analiza nie jest tu ani uzależniona ani obiektywnie powiązana z językiem -  najczęściej oparta jest na indywidualnym i osobowym doświadczeniu. 
Te dwie dziedziny niewspółmierności pociągają za sobą co najmniej takie płaszczyzny niewspółmierności: a) zadania stawiane filozofii, b) formę ujmowania zagadnień filozofii, c) standardy jasności, d) stosunek do nieklasycznych koncepcji prawdy.
Zadania stawiane filozofii w ramach ujęcia systemowego zawsze są maksymalistyczne. Celem filozofowania jest stworzenie, przez jednego autora, systemu, który odnosił się będzie do wszelkich, najbardziej znaczących w danym momencie historycznym form istnienia. Przeciwstawnym względem niego jest ujęcie analityczne postulujące minimalistyczny punkt wyjścia i rozwiązywanie drobnych problemów przez poszczególnych filozofów. Pozostaje z tym w ścisłym związku forma ujmowania zagadnień filozofii. Z jednej strony będzie nią system, który niekiedy przybiera postać syntezy, z drugiej zaś analiza badany problem ujmująca z perspektywy tworzących go podproblemów. Filozofowie poprzednich stuleci, pomimo tego, że zwracali uwagę na wyjątkową rolę języka w filozofii, filozofowali w taki sam sposób jak ci, którzy nie wyrażali żadnego zainteresowania językiem. Standardy jasności nigdzie nie były jasno precyzowane. Wraz z pojawieniem się ruchu analitycznego sytuacja ulega radykalnej zmianie. Wyraźnie wyartykułowane standardy jasności stają się niezbywalnym elementem działalności filozoficznej. Po ukazaniu się niemieckiego przekładu rozprawy Alfreda Tarskiego Pojęcie prawdy w językach nauk dedukcyjnych (1935) w ramach ujęcia analitycznego jedyną koncepcją prawdy jest koncepcja klasyczna, zaś w ujęciu systemowym odnaleźć można wszystkie koncepcje prawdy.